# Fiúk városa
A Fiúk városa (eredeti angol címe Boys Town) 1938-ban bemutatott fekete-fehér amerikai film. Rendezte Norman Taurog, a főszerepben Spencer Tracy és Mickey Rooney.
Magyarországon 1939. február 20-án mutatták be.
A film valós személynek, Edward J. Flanagan atyának (1886–1948) állít emléket, aki az 1920-as években a Nebraska állambeli Douglas megyében árvaházat és önsegítő falut alapított elhagyott gyermekek számára.

## Cselekménye
Flanagan atya érdeklődve figyeli az elhagyott gyerekek sorsát. Az az elmélete, hogy nincs javíthatatlan fiú, és jövedelméből az elhagyott gyerekeknek otthont akar létesíteni, ahol önkormányzatot ad és műhelyeket rendez be. Barátja, az üzletember Dave Morris segítségével meg is alapítja a Fiúk Városát és ötletéhez megnyeri John Hargraves lapszerkesztőt. 
Egy életfogytiglanra ítélt gengszter, Joe Marsh arra kéri, hogy öccsét, Whitey Marsh-t is vegye magához. Flanagan atya magához veszi a fiút, de ő megszökik a Fiúk Városából. A börtönből időközben megszökött Joe a bandájával bankot rabol, és a rendőrökkel kialakult tűzharcban Whitey is megsebesül. Flanagan atyának Joe kérésére sikerül hazavinnie a fiút, de a rendőrség a gyerek nyomára jut, Hargraves, a lapszerkesztő pedig most nagy cikkben Flanagan atya ellen fordul. A pap elmondja Whiteynek, hogy titkolózása a Fiúk Városának végét jelentheti, mire a fiú bevallja a gonosztett részleteit és ezzel igazolja Flanagan atyát. Az atya elvei diadalmaskodnak, a megjavult Whiteyt a Fiúk Városa polgármesterévé választják.
Spencer Tracy a filmben nyújtott alakításáért a 11. Oscar-gálán elnyerte az Oscar-díj a legjobb férfi főszereplőnek díjat.

## Szereplők
- Spencer Tracy – Flanagan atya
- Mickey Rooney – Whitey Marsh
- Henry Hull – Dave Morris
- Leslie Fenton – Dan Farrow
- Gene Reynolds – Tony Ponessa
- Edward Norris – Joe Marsh
- Addison Richards – Bíró
- Minor Watson – Püspök
- Jonathan Hale – John Hargraves
- Bobs Watson – Pee Wee
- Martin Spellman – Skinny
- Mickey Rentschler – Tommy Anderson
- Frankie Thomas – Freddie Fuller
- Jimmy Butler – Paul Ferguson
- Sidney Miller – Mo Kahn
- Gladden James – Doktor
- Everett Brown – Barky
- Robert Gleckler – Mr. Reynolds